# C7orf61
C7orf61 (англ. Chromosome 7 open reading frame 61) – білок, який кодується однойменним геном, розташованим у людей на 7-й хромосомі. Довжина поліпептидного ланцюга білка становить 206 амінокислот, а молекулярна маса — 23 862.
| 10         |  | 20         |  | 30         |  | 40         |  | 50         |
| ---------- |  | ---------- |  | ---------- |  | ---------- |  | ---------- |
| MVVVMKFFRW |  | VRRAWQRIIS |  | WVFFWRQKIK |  | PTISGHPDSK |  | KHSLKKMEKT |
| LQVVETLRLV |  | ELPKEAKPKL |  | GESPELADPC |  | VLAKTTEETE |  | VELGQQGQSL |
| LQLPRTAVKS |  | VSTLMVSALQ |  | SGWQMCSWKS |  | SVSSASVSSQ |  | VRTQSPLKTP |
| EAELLWEVYL |  | VLWAVRKHLR |  | RLYRRQERHR |  | RHHVRCHAAP |  | RPNPAQSLKL |
| DAQSPL     |  |            |  |            |  |            |  |            |

A: Аланін

C: Цистеїн

D: Аспарагінова кислота

E: Глутамінова кислота

F: Фенілаланін

G: Гліцин

H: Гістидин

I: Ізолейцин

K: Лізин

L: Лейцин

M: Метіонін

N: Аспарагін

P: Пролін

Q: Глутамін

R: Аргінін

S: Серин

T: Треонін

V: Валін

W: Триптофан